# Drage (Dolna Saksonia)
Drage – miejscowość i gmina położona w niemieckim kraju związkowym Dolna Saksonia, w powiecie Harburg, jest częścią składową gminy zbiorowej (niem. Samtgemeinde) Elbmarsch.
Leży ok. 25 km na południowy wschód od Hamburga i ok. 5 km na północny wschód od Winsen (Luhe).

## Dzielnice gminy
Do gminy Drage należą następujące dzielnice: Drage, Stove, Drennhausen, Elbstorf, Schwinde, Krümse, Hunden, Mover i Fahrenholz.